# Wyspy Babar
Wyspy Babar (indonez. Kepulauan Babar) – archipelag w Indonezji między morzami Banda i Timor; wchodzi w skład prowincji Moluki; powierzchnia 813 km²; około 20 tys. mieszkańców; główne wyspy Babar, Masela, Dai.
Uprawa ryżu, kukurydzy, palmy olejowej, palmy kokosowej; rybołówstwo. Główne miasto: Tepa.
Region cechuje się ogromnym stopniem różnorodności językowej. Mieszkańcy wysp posługują się następującymi językami: babar północny, emplawas, imroing, babar południowo-wschodni, tela-masbuar, dai, dawera-daweloor, serili, masela centralny, masela wschodni, masela zachodni. W użyciu jest także lokalny malajski (wywodzący się z odmiany wyspy Ambon), który służy do komunikacji międzyetnicznej (lingua franca).